# Alexandrijnse tekst
De Alexandrijnse tekst is een van de drie of vier families van de handschriften van het Nieuwe Testament. Het is de oudste en de best bewaarde tekst.
Lacunes van de Alexandrijnse tekst: Mattheus 16:2-3; Marcus 16:8-20; Lucas 22:43-44; Johannes 5:4; 7:53-8:11; 21:25; Romeinen 16:24.
Handschriften
| Symbool                           | Naam                      | Ouderdom        | Inhoud                          |
| --------------------------------- | ------------------------- | --------------- | ------------------------------- |
| {\displaystyle {\mathfrak {P}}}46 | Chester Beatty II         | c. 200          | Brieven van Paulus              |
| {\displaystyle {\mathfrak {P}}}66 | Bodmer II                 | c. 200          | Evangeliën                      |
| {\displaystyle {\mathfrak {P}}}72 | Bodmer VII/VIII           | 3e eeuw/4e eeuw | 1-2 Petrus; Judas               |
| {\displaystyle {\mathfrak {P}}}75 | Bodmer XIV-XV             | 3e eeuw         | fragmenten van Lucas — Johannes |
| {\displaystyle \aleph }           | Codex Sinaiticus          | 330-360         | NT                              |
| B                                 | Codex Vaticanus           | 325-350         | Matt. — Hbr 9, 14               |
| A                                 | Codex Alexandrinus        | c. 400          | (behalve de Evangeliën)         |
| C                                 | Codex Ephraemi Rescriptus | 5e eeuw         | (behalve de Evangeliën)         |
| Q                                 | Codex Guelferbytanus B    | 5e eeuw         | fragmenten Lucas — Johannes     |
| T                                 | Codex Borgianus           | 5e eeuw         | fragmenten Lucas — Johannes     |
| I                                 | Codex Freerianus          | 5e eeuw         | Brieven van Paulus              |
| Z                                 | Codex Dublinensis         | 6e eeuw         | fragmenten van Matt.            |
| L                                 | Codex Regius              | 8e eeuw         | Evangeliën                      |
| W                                 | Codex Washingtonianus     | 5e eeuw         | Lucas 1:1–8:12; J 5:12–21:25    |
| 057                               | Unciaal 057               | 4e/5e eeuw      | Handelingen 3:5–6,10-12         |
| 0220                              | Unciaal 0220              | 6e eeuw         | NT (behalve Openbaring)         |
| 33                                | Minuscule 33              | 9e eeuw         | Romeinen                        |
| 81                                | Minuscule 81              | 1044            | Handelingen, Brieven van Paulus |
| 892                               | Minuscule 892             | 9e eeuw         | Evangeliën                      |

Andere Handschriften
Papyri: 
{\displaystyle {\mathfrak {P}}}1, {\displaystyle {\mathfrak {P}}}4, {\displaystyle {\mathfrak {P}}}5, {\displaystyle {\mathfrak {P}}}6, {\displaystyle {\mathfrak {P}}}8, {\displaystyle {\mathfrak {P}}}9, {\displaystyle {\mathfrak {P}}}10, {\displaystyle {\mathfrak {P}}}11, {\displaystyle {\mathfrak {P}}}12, {\displaystyle {\mathfrak {P}}}13, {\displaystyle {\mathfrak {P}}}14, {\displaystyle {\mathfrak {P}}}15, {\displaystyle {\mathfrak {P}}}16, {\displaystyle {\mathfrak {P}}}17, {\displaystyle {\mathfrak {P}}}18, {\displaystyle {\mathfrak {P}}}19, {\displaystyle {\mathfrak {P}}}20, {\displaystyle {\mathfrak {P}}}22, {\displaystyle {\mathfrak {P}}}23, {\displaystyle {\mathfrak {P}}}24, {\displaystyle {\mathfrak {P}}}26, {\displaystyle {\mathfrak {P}}}27, {\displaystyle {\mathfrak {P}}}28, {\displaystyle {\mathfrak {P}}}29, {\displaystyle {\mathfrak {P}}}30, {\displaystyle {\mathfrak {P}}}31, {\displaystyle {\mathfrak {P}}}32, {\displaystyle {\mathfrak {P}}}33, {\displaystyle {\mathfrak {P}}}34, {\displaystyle {\mathfrak {P}}}35, {\displaystyle {\mathfrak {P}}}37, {\displaystyle {\mathfrak {P}}}39, {\displaystyle {\mathfrak {P}}}40, {\displaystyle {\mathfrak {P}}}43, {\displaystyle {\mathfrak {P}}}44, {\displaystyle {\mathfrak {P}}}45, {\displaystyle {\mathfrak {P}}}47, {\displaystyle {\mathfrak {P}}}49, {\displaystyle {\mathfrak {P}}}51, {\displaystyle {\mathfrak {P}}}53, {\displaystyle {\mathfrak {P}}}55, {\displaystyle {\mathfrak {P}}}56, {\displaystyle {\mathfrak {P}}}57, {\displaystyle {\mathfrak {P}}}61, {\displaystyle {\mathfrak {P}}}62, {\displaystyle {\mathfrak {P}}}64, {\displaystyle {\mathfrak {P}}}65, {\displaystyle {\mathfrak {P}}}70, {\displaystyle {\mathfrak {P}}}71, {\displaystyle {\mathfrak {P}}}72, {\displaystyle {\mathfrak {P}}}74, {\displaystyle {\mathfrak {P}}}77, {\displaystyle {\mathfrak {P}}}78, {\displaystyle {\mathfrak {P}}}79, {\displaystyle {\mathfrak {P}}}80 (?), {\displaystyle {\mathfrak {P}}}81, {\displaystyle {\mathfrak {P}}}82, {\displaystyle {\mathfrak {P}}}85 (?), {\displaystyle {\mathfrak {P}}}86, {\displaystyle {\mathfrak {P}}}87, {\displaystyle {\mathfrak {P}}}90, {\displaystyle {\mathfrak {P}}}91, {\displaystyle {\mathfrak {P}}}92, {\displaystyle {\mathfrak {P}}}95, {\displaystyle {\mathfrak {P}}}100, {\displaystyle {\mathfrak {P}}}104, {\displaystyle {\mathfrak {P}}}106, {\displaystyle {\mathfrak {P}}}107, {\displaystyle {\mathfrak {P}}}108, {\displaystyle {\mathfrak {P}}}110, {\displaystyle {\mathfrak {P}}}111, {\displaystyle {\mathfrak {P}}}115, {\displaystyle {\mathfrak {P}}}122.
Uncialen: 
Codex Coislinianus, Porphyrianus (except Acts, Rev), Dublinensis, Sangallensis (only in Mark), Zacynthius, Athous Laurensis (in Mark and Cath. epistles), Vaticanus 2061, 059, 068, 071, 073, 076, 077, 081, 083, 085, 087, 088, 089, 091, 093 (except Acts), 094, 096, 098, 0101, 0102, 0108, 0111, 0114, 0129, 0142, 0155, 0156, 0162, 0167, 0172, 0173, 0175, 0181, 0183, 0184, 0185, 0201, 0204, 0205, 0207, 0223, 0225, 0232, 0234, 0240, 0243, 0244, 0245, 0247, 0254, 0270, 0271, 0274.